# قاتل ما قتلش حد (فلم)
قاتل ما قتلش حد (بالعربية: قاتل لم يقتل أحدا) هو فيلم كوميدي مصري من بطولة عادل إمام وآثار الحكيم أنتج سنة 1979. قام بإخراجه محمد عبد العزيز وتشارك في كتابته مدحت السباعي وبهجت قمر وألف موسيقاه جمال سلامة وتصوير كمال كريم.

## ملخص الفيلم
«عادل» مندوب في إحدى شركات التأمين يعيش مع طفلته «نهى» التي تركتها زوجته وحيدة بعد وفاتها، يسكن أمامه جيران جدد، «صفاء» المدرسة ووالدتها، يقدم لهما كل الدعم، «عادل» يصاب في أحد الأيام بصداع، يذهب إلى الطبيب ويتقدم إلى «صفاء» كى يخطبها وتوافق الأم، يعرف «عادل» أنه مصاب بورم في المخ. كما يعلم بأن الثرى «أحمد هلال» لقى مصرعه، حيث قتلته زوجته «شريفة» من أجل سحب بوليصة التأمين على الحياة لصالح زوجتهها، يذهب إلى الزوجة «شريفة»، يفاتحها في أقوال زوجها له قبل موته ثم يوضح لها أنه على ميعاد مع الموت، وأنه يريد أن يؤمن لابنته مبلغًا من المال بعد وفاته وهو مستعد للاعتراف مقابل أن تعوض ابنته، يدلى باعترافاته أمام النيابة ويصدر الحكم باعدامه، إلا أن طبيب عادل يتدخل في الأمر ويطالب التأجيل لحين إجراء عملية جراحية لعادل، بعد نجاح العملية، يتذكر الاتفاق، يهرب من المستشفى ويحاول إثبات براءته، مدركًا أن شريفة لابد وأن تعترف، إلا أنها ترفض، يهددها بالقتل، تنهار وتعترف للبوليس بمقتل «أحمد هلال» ليعود «عادل» إلى خطيبته صفاء وإبنته «نهى».

## الممثلون
1. عادل إمام بدور عادل غريب
2. آثار الحكيم بدور صفاء
3. أحمد راتب بدور عصمت
4. صلاح نظمي بدور أحمد
5. عمر الحريري بدور ضابط الشرطة
6. إيمان بدور شريفة
7. كريم عبد العزيز بدور طفل

## وصلات خارجية
- مقالات تستعمل روابط فنية بلا صلة مع ويكي بيانات